# Campanien
Pour les articles homonymes, voir Campanien (homonymie).
Stratigraphie
Santonien Maastrichtien
Le Campanien est le cinquième des six étages stratigraphiques du Crétacé supérieur. On le date entre 83,6 ± 0,2 et 72,2 ± 0,2 Ma, après le Santonien et avant le Maastrichtien.

## Stratotype

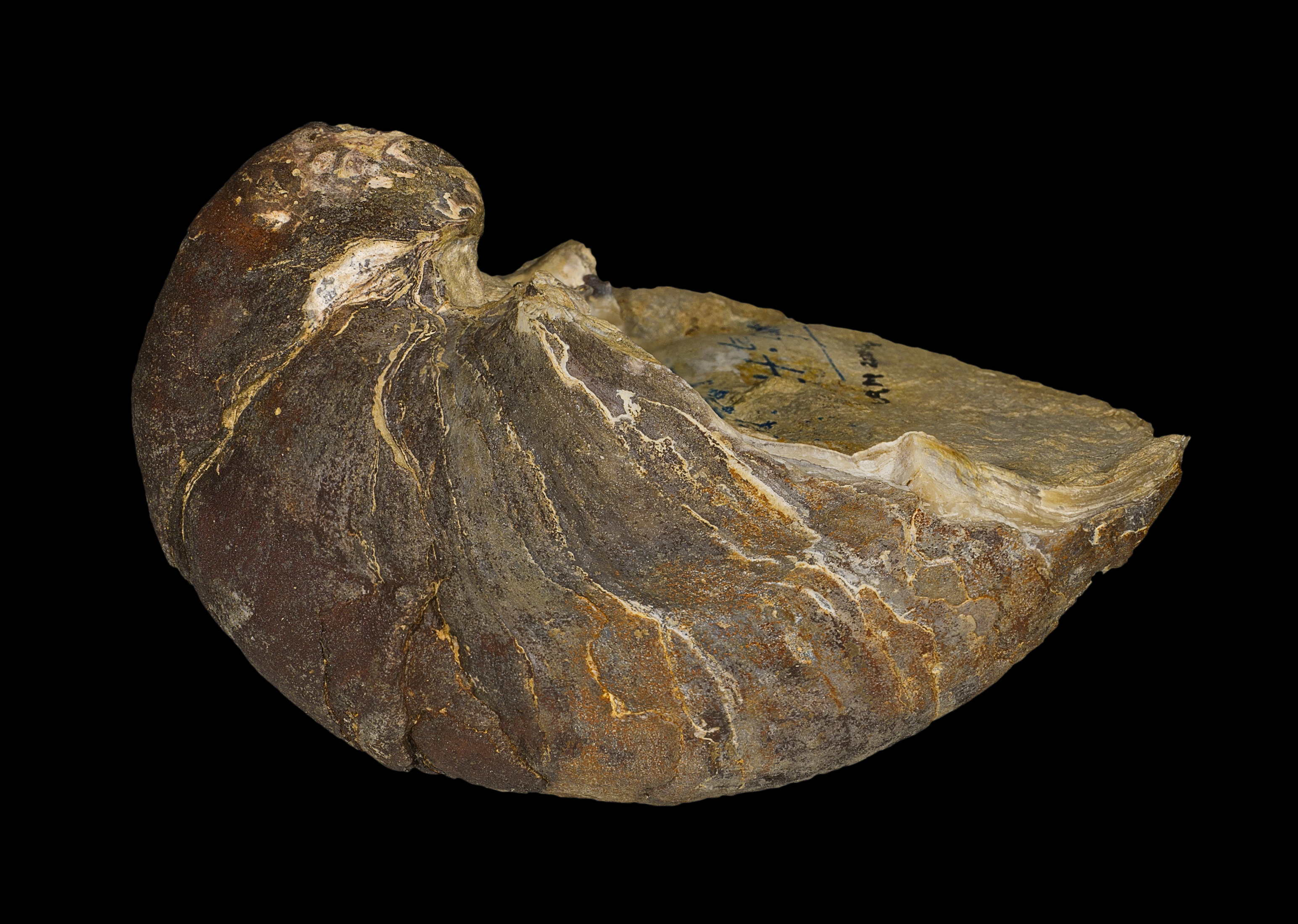
Pycnodonte du Campanien – Muséum de Toulouse.

Le Campanien a été défini en 1857 par Henri Coquand, d'après la Champagne charentaise, située au sud des deux Charentes, en particulier la Grande Champagne, cœur de la région de production du cognac.
Sa base est définie par la disparition du crinoïde Marsupites testudinarius et son sommet par un critère biostratigraphique double : l'apparition de l'ammonite Pachydiscus neubergicus et de la bélemnite Belemnella lanceolata.